# Richard Béliveau
Pour les articles homonymes, voir Béliveau.
Richard Béliveau, né le 13 mars 1953 à Trois-Rivières au Québec, est titulaire d'un doctorat en biochimie de l'Université Laval et  diplômé au baccalauréat en biologie de l'Université du Québec à Trois-Rivières en 1976. Il  est directeur du laboratoire de Médecine Moléculaire et chercheur au service de neurochirurgie de l'Hôpital Notre-Dame (CHUM). Il était également titulaire de la Chaire de neurochirurgie Claude-Bertrand. Il a participé, comme scientifique, à l'émission Kampaï sur les ondes de Radio-Canada. Il est l'auteur de plusieurs ouvrages de vulgarisation scientifique.

## Carrière
Il est professeur titulaire de biochimie à l'Université du Québec à Montréal depuis 1984, où il est titulaire de la Chaire en Prévention et Traitement du Cancer. Depuis 1996, il est directeur du laboratoire de médecine moléculaire de l'hôpital Sainte-Justine. Il est professeur de chirurgie et professeur de physiologie à la faculté de médecine de l'Université de Montréal. Il est également associé au Centre de Prévention du Cancer du département de l'Université McGill. Il est aussi membre du Groupe de Thérapie Expérimentale du Cancer de l'Hôpital général juif de Montréal. Richard Béliveau est diplômé au baccalauréat en biologie  de l'UQTR en 1976.
Il est l'auteur de plus de 183 publications scientifiques dans des revues médicales à l'échelle internationale. Ses thèmes de recherche sont la prévention et le traitement du cancer, essentiellement par la nutraceutique.
Depuis 2010, il est le porte-parole de la Fondation québécoise de la massothérapie, visant à contribuer à l'amélioration de la qualité de vie des patients atteints de cancer, par la massothérapie, une pratique pseudo-scientifique à l'efficacité non démontrée.[citation nécessaire]

## Publications
Chercheur connu dans le monde scientifique et médical pour ses travaux en oncologie, il est dorénavant bien connu du grand public en raison de ses qualités de vulgarisateur. Il est coauteur avec le chercheur spécialisé en cancérologie Denis Gingras de plusieurs ouvrages.
- Richard Béliveau et Denis Gingras, Les Aliments contre le cancer, Trécarré, 2005 (ISBN 9782895682554)
- Richard Béliveau et Denis Gingras, Cuisiner avec les aliments contre le cancer, Trécarré, 2006 (ISBN 9782895683230)
- Richard Béliveau et Denis Gingras, La Santé par le plaisir de bien manger, Trécarré, 2009 (ISBN 9782895684183)
- Richard Béliveau et Denis Gingras, La Mort. Mieux la comprendre et moins la craindre pour mieux célébrer la vie, Trécarré, 2010 (ISBN 9782895684718)
- Richard Béliveau et Denis Gingras, L'Alimentation anti-âge, Le Livre de Poche, 10 août 2011 (ISBN 9782253131847)
- Richard Béliveau, Samouraïs : La grâce des guerriers, Libre Expression, 28 mai 2012 (ISBN 9782764807835 et 9782764811412)
- Richard Béliveau et Denis Gingras, Prévenir le cancer: comment réduire les risques, Trécarré, 2014 (ISBN 9782895686248)
- Richard Béliveau et Denis Gingras, La santé par le plaisir de bien manger, Trécarré, 2014 (ISBN 9782895686781)

## Collectionneur
En 2012, le musée Pointe-à-Callières de Montréal, présente une exposition de sa collection personnelle d'armes et d'armures japonaises. À cette occasion, Richard Béliveau a publié La Grâce des guerriers (Libre Expression, 2012  (ISBN 9782764807835))